# Ann Leckie
Ann Leckie (Toledo, 2 marzo 1966) è una scrittrice statunitense di romanzi di fantascienza.

## Biografia
Nata in Ohio ma cresciuta in Missouri è sempre stata appassionata di fantascienza fin da piccola, tuttavia i suoi primi tentativi di pubblicare racconti del genere non hanno avuto successo. Si è laureata in musica alla Washington University e terminata la scuola ha svolto vari lavori, tra cui cameriera e receptionist. Si è sposata con David Harre e ha dato alla luce due figli (nel 1996 e nel 2000), durante questo periodo ha svolto principalmente l'occupazione di casalinga.

### Carriera
Annoiata dalla vita domestica ha iniziato a frequentare corsi e workshop di scrittura (avendo tra gli insegnanti anche Octavia E. Butler) riuscendo sporadicamente ad essere pubblicata a partire dal 2006 con alcuni racconti sulle riviste del settore. Nel 2013, dopo sei anni di lavorazione, ha pubblicato il suo romanzo di esordio dal titolo Ancillary Justice. Il romanzo ha avuto un grande successo ed ha fatto vincere all'autrice il Premio Hugo, il Premio Nebula, il BSFA Award e il Premio Arthur C. Clarke. Oltre a questi vinse anche il Premio Locus come esordiente.
L'anno seguente ha pubblicato il seguito Ancillary Sword, vincendo nuovamente il BSFA Award e il Premio Locus (stavolta come miglior romanzo e non più come migliore opera di debutto) ed è stata finalista sia del Nebula che dello Hugo.
Nel 2015 ha chiuso la trilogia con Ancillary Mercy.

## Opere
Trilogia Impero del Radch (Imperial Radch)
- Ancillary Justice - La vendetta di Breq, Fanucci 2014; Mondadori 2019 come Ancillary Justice (Ancillary Justice, 2013)
- Ancillary Sword - La stazione di Athoek, Fanucci 2015; Mondadori 2019 come Ancillary Sword (Ancillary Sword, 2014)
- Ancillary Mercy, Mondadori 2019 (2015)

Della trilogia fanno parte anche due racconti:
- Il lento veleno della notte, Mondadori 2019 (Night’s Slow Poison, 2012)
- Lei Comanda e Io Obbedisco, Mondadori 2019 (She commands me and I obey, 2014)

Dello stesso universo fa parte anche il romanzo:
- Provenance, Urania Jumbo n. 32, giugno 2022

Altri romanzi
- La torre del corvo, Mondadori 2021 (2019)